# Comté de Lewis (Tennessee)
Pour les articles homonymes, voir Lewis et Comté de Lewis.
Le comté de Lewis est un comté de l'État du Tennessee, aux États-Unis. Son siège est situé à Hohenwald et sa population en 2000 était de 11 367 habitants.
Selon le Bureau du recensement des États-Units, le comté a une superficie totale de 730 km², dont 730 km² de terre et 1,0 km² (environ 0,1%) d'eau[réf. nécessaire].